# Estación 35
La Estación 35 será una de las estaciones del Metro de Brasilia, situada en la ciudad satélite de Samambaia, entre la Estación Terminal Samambaia y la Estación 36.
A finales de 2013 las obras fueron iniciadas. La expectativa es que duren 24 meses, la estación estaría lista, por lo tanto, a finales de 2015.
Las obras de construcción comenzaron en febrero de 2025.
El nombre Estación 35 se debe a su numeración técnica. Otro nombre debe ser escogido haciendo referencia a su localización exacta.